# William Hornby (Fußballspieler)
William Hornby (* 4. Quartal 1899 in Blackpool oder Fleetwood; † unbekannt) war ein englischer Fußballspieler.

## Karriere
Aus dem nahegelegenen Blackpool kommend gehörte Hornby ab Sommer 1919 dem Kader des in der Lancashire Combination spielenden Klubs Fleetwood FC an. Dort spielte er über die folgenden zwei Jahre regelmäßig als rechter Halbstürmer.
Im August 1921 kam Hornby zum vormaligen Ligarivalen Wigan Borough, die in der Saison 1921/22 in der neu gegründeten Football League Third Division North antraten. Zu seinem einzigen Pflichtspielauftritt kam er am zweiten Spieltag, als er im ersten Football-League-Heimspiel der Vereinsgeschichte anstelle des verletzten James Twiss auf der Mittelstürmerposition auflief und bei der 1:4-Niederlage gegen den FC Nelson kurz nach der Halbzeitpause zum zwischenzeitlichen Ausgleich traf. Abgesehen vom Torerfolg blieb er nach Pressemeinung aber relativ unauffällig und fand in der Folge in der ersten Mannschaft keine Berücksichtigung mehr. Nach der Saison soll er zu Fleetwood zurückgekehrt sein.